# Référendum uruguayen de 1992
Un référendum abrogatif d'origine populaire a lieu le 13 décembre 1992 en Uruguay. La population est amenée à se prononcer sur une initiative populaire visant à l'abrogation de plusieurs articles d'une nouvelle loi de privatisation d'entreprises publiques.
La proposition est approuvée à une large majorité, 71,65 % des électeurs votant en faveur de l'abrogation de la loi.

## Mise en oeuvre
Après seize mois de débats houleux, le parlement uruguayen vote le 1er octobre 1991 la loi n°16211, dite "Loi des Entreprises Publiques", qui met en œuvre la privatisation de plusieurs entreprises appartenant à l'état. Si le gouvernement du président Luis Alberto Lacalle et l'opposition finissent par s'accorder sur la privatisation de plusieurs entreprises publiques dans des domaines tels que la pèche, les assurances et la production d'alcool; cinq articles continuent à faire l'objet de nombreuses critiques. 
Les articles 1 et 2 de la loi donnent ainsi à l'exécutif le pouvoir de décider seul de confier des services publics à des entreprises privées, tandis que l'article 3 impose la fin de l'ensemble des monopoles d'état en vigueur. L’ouverture du capital de l'entreprise nationale de télécommunication ANTEL (« Administración Nacional de Telecomunicaciones ») est spécifiquement mise en œuvre par l'article 10. Enfin l'article 32 aboli plusieurs lois existantes dont le contenu va à l'encontre de l'application des précédents articles,. 
En réaction, plusieurs syndicats soutenu par le parti d'opposition de gauche Front large engagent une procédure de collecte de signatures en vue de l'organisation d'un référendum abrogatif à l'encontre de la nouvelle loi.
Les référendums abrogatif d'initiative populaire sont en effet possibles en Uruguay, dont la constitution organise le cadre légal de cette forme de démocratie directe. 
En accord avec l'article 79 de la constitution, les signatures d'au moins 5 % de l'ensemble des électeurs inscrits sur les listes électorales doivent pour cela être réunies en 180 jours dans l'année suivant la date de publication de la loi. En cas de réussite, un pré référendum est organisé au cours desquels 25 % des inscrits doivent soutenir le projet. Un total de 23 592 911 électeurs étant inscrits sur les listes, le seuil de 25 % équivaut alors à un total de 589 823 signatures. En pratique, ce nombre est cependant plus élevé pour pallier le nombre variable de signatures invalides ou en double. Les référendums abrogatifs ne peuvent cependant être déclenchés a l'encontre de décisions concernant le budget de l'état, ainsi que des domaines relevant des prérogatives présidentielles,
En accord avec les articles 30 et 36 de la loi 16017 sur les référendums, un vote à bulletin secret est mis en place sur l'ensemble du territoire au cours duquel les votes de 25 % des inscrits doivent être réunies en une seule journée. Grâce à des bulletins de couleurs différentes, le choix est donné aux pétitionnaires de demander l'abrogation de la loi dans son intégralité, ou une abrogation partielle ne concernant que les articles 1, 2, 3, 10 et 32.
Une première tentative a lieu le 5 juillet 1982, au cours de laquelle 448 265 votes sont recueillis en faveur de l'abrogation partielle, et 21 473 en faveur de l'abrogation intégrale. Soit respectivement 19,00 et 0,91 % des inscrits, en deçà des 25 % exigés. Une seconde et dernière tentative a lieu le 1er octobre 1992 : 693 688 votes sont recueillis en faveur de l'abrogation partielle, et 14 960 pour celle intégrale, soit 29,40 et 0,63 %. Le tribunal électoral décide par conséquent le 15 octobre suivant de convoquer un référendum sur l'abrogation partielle de la loi.
Le résultat du référendum est légalement contraignant, et ne nécessite pas pour être considéré valide de franchir un quorum de participation ou une majorité qualifiée, la majorité absolue suffit.

## Résultats
Le vote est obligatoire, mais les votes blancs sont comptabilisés comme des votes valides. Un total de 100 191 personnes votent dans un autre bureau de vote que le leur, ce que ne permet pas totalement la loi électorale. Leurs votes ne sont ainsi pas immédiatement pris en compte, la vérification de leurs validité par les autorités n'ayant lieu que si les chiffres du scrutin ne disposent pas d'une marge suffisante pour que les votes non évalués ne puisse en renverser le résultat. Les votes favorables ayant bénéficié d'une large avance, le tribunal électoral décide de ne pas procéder à leurs décompte.
L'abrogation de la loi recueille le soutien d'une importante majorité des votants, 71,65 % d'entre eux ayant soutenus ce choix, pour une participation de 82,80 % des inscrits. 
| Choix                  | Votes     | %     |
| ---------------------- | --------- | ----- |
| Pour                   | 1 293 016 | 71,65 |
| Blanc                  | 22 317    | 1,24  |
| Contre                 | 489 302   | 27,11 |
|                        |           |       |
| Votes valides          | 1 804 635 | 92,93 |
| Votes non évalués      | 100 191   | 5,16  |
| Votes invalides        | 36 992    | 1,91  |
| Total                  | 1 941 829 | 100   |
| Abstention             | 403 248   | 17,20 |
| Inscrits/Participation | 2 345 077 | 82,80 |

Approuvez vous l'abrogation des articles 1, 2, 3, 10 et 32 de la loi N°16211 du 1er octobre 1991 ?
| Pour 1 293 016 (71,65 %) |  |  |  | Contre 489 302 (27,11 %) |
| ▲                        |  |  |  |                          |
| Majorité absolue         |  |  |  |                          |